# جاي إم. أ. كونينغهام
جاي إم. أ. كونينغهام (بالإنجليزية: John Cunningham)‏ هو عسكري أسترالي، ولد في 25 أبريل 1912 في Boulder, Western Australia ‏ في أستراليا، وتوفي في 29 يوليو 1996 في Bentley, Western Australia ‏ في أستراليا.